# 3-Ioddibenzofuran
3-Ioddibenzofuran ist eine chemische Verbindung aus der Gruppe der Heterocyclen, die sich vom Benzofuran ableitet.

## Gewinnung und Darstellung
3-Ioddibenzofuran wird durch Diazotierung und Sandmeyer-Reaktion aus 3-Dibenzofuranamin hergestellt, wie erstmals 1908 von Walther Borsche und W. Bothe gezeigt.